# Kiểu chào Quốc xã

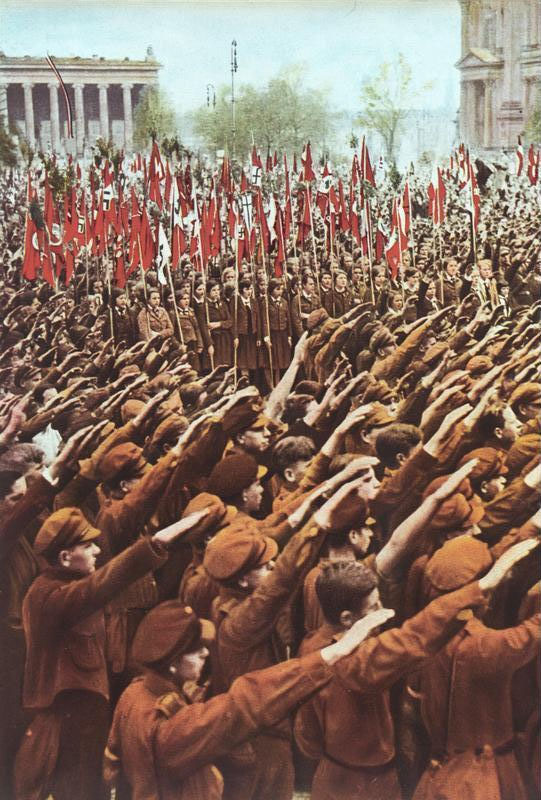
Những thành viên của Đoàn Thanh niên Hitler ở Béc-lin thực hiện kiểu chào Quốc xã tại một tụ tập năm 1933

Kiểu chào Quốc xã hay kiểu chào Hitler (tiếng Đức: Hitlergruß – nghĩa đen: Lời chào Hitler) là một động tác được sử dụng như một lời chào tại Đức Quốc xã. Cách làm là đưa cánh tay phải cùng bàn tay duỗi thẳng hơi chếch lên phía trước. Thường thì người thực hiện kiểu chào này sẽ nói "Heil Hitler!" (Hitler muôn năm!),"Heil, mein Führer!" (Muôn năm, lãnh tụ của tôi!), hay "Sieg Heil!" (Chiến thắng muôn năm!). Kiểu chào Quốc xã được đảng Quốc xã thông qua vào thập niên 1930 như một cách thể hiện sự tuân phục người lãnh đạo của đảng, Adolf Hitler, và để ca ngợi dân tộc Đức (và sau này là nỗ lực chiến tranh của Đức). Không như thường dân, quân nhân vẫn duy trì kiểu chào truyền thống của quân đội và hầu như không bị buộc phải thực hiện kiểu chào Quốc xã cho tới thời điểm không lâu sau vụ ám sát Hitler bất thành năm 1944.

## Mô tả
Kiểu chào này được thực hiện bằng cách đưa cánh tay phải duỗi thẳng hướng về phía trước, hơi chếch lên cao đến ít nhất ngang tầm mắt, đồng thời bàn tay cũng phải duỗi thẳng sao cho song song với cánh tay. Thường sẽ có tiếng phát âm"Heil Hitler!", hoặc"Heil!"đi kèm với động tác.
Nếu ai đó nhìn thấy người quen ở một khoảng cách phù hợp, chỉ cần đơn giản giơ cánh tay phải là đủ. Còn nếu gặp phải cấp trên thì họ sẽ nói thêm"Heil Hitler". Trong trường hợp cánh tay phải gặp vấn đề không thể thực hiện động tác (như là khuyết tật), được phép dùng cánh tay trái thay thế. Hình thức phát âm"Heil, mein Führer!"để áp dụng trực tiếp với Hitler."Sieg Heil"được lặp đi lặp lại như một bài ca trong những dịp lễ công cộng. Thông tin liên lạc bằng văn bản sẽ kết thúc bằng mit deutschem Gruß (lời trân trọng), hoặc"Heil Hitler". Các bức thư giữa những quan chức Quốc xã cấp cao cũng thường có dòng chữ ký"Heil Hitler".
Hitler thực hiện kiểu chào này theo hai cách. Khi xét duyệt binh hay trước đám đông, nhìn chung ông sử dụng kiểu truyền thống. Còn đối với các cá nhân, ông áp dụng một phiên bản sửa đổi, uốn cánh tay phải về phía sau, giữ bàn tay duỗi ngang tầm vai hướng tới người đối diện.

## Nguồn gốc

Hitler và Hermann Göring tại đại hội đảng Quốc xã ở Nuremberg năm 1928.

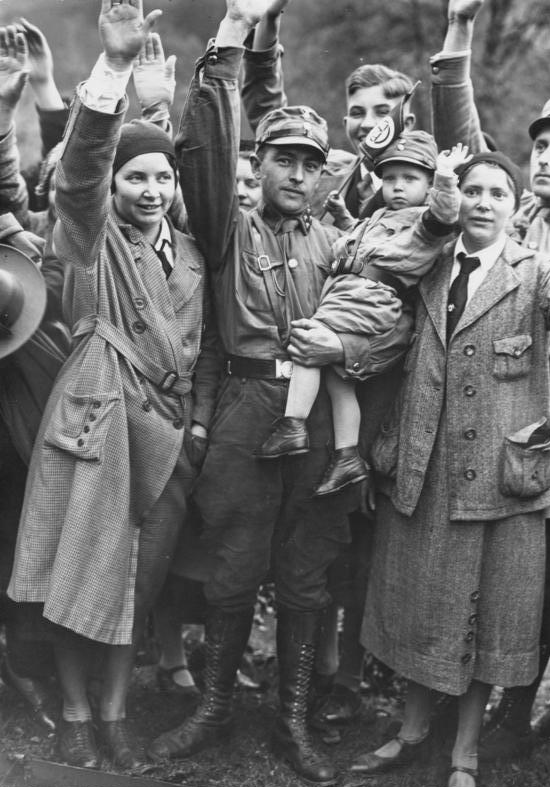
Kiểu chào Quốc xã tại đại hội liên minh Harzburg Front diễn ra ở Bad Harzburg, tháng 10 năm 1931

## Từ 1933 đến 1945

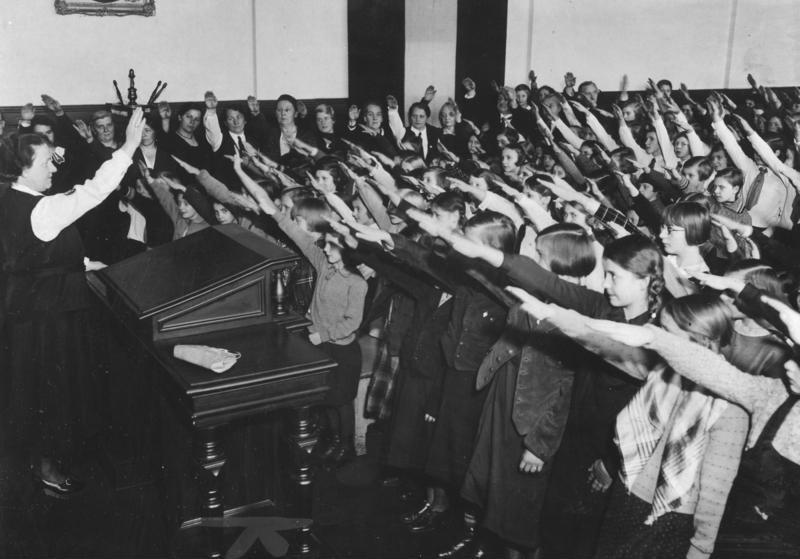
Những học sinh 10 và 11 tuổi tại Berlin, 1934. Kiểu chào Quốc xã là một cử chỉ thông thường trong các trường học ở Đức.

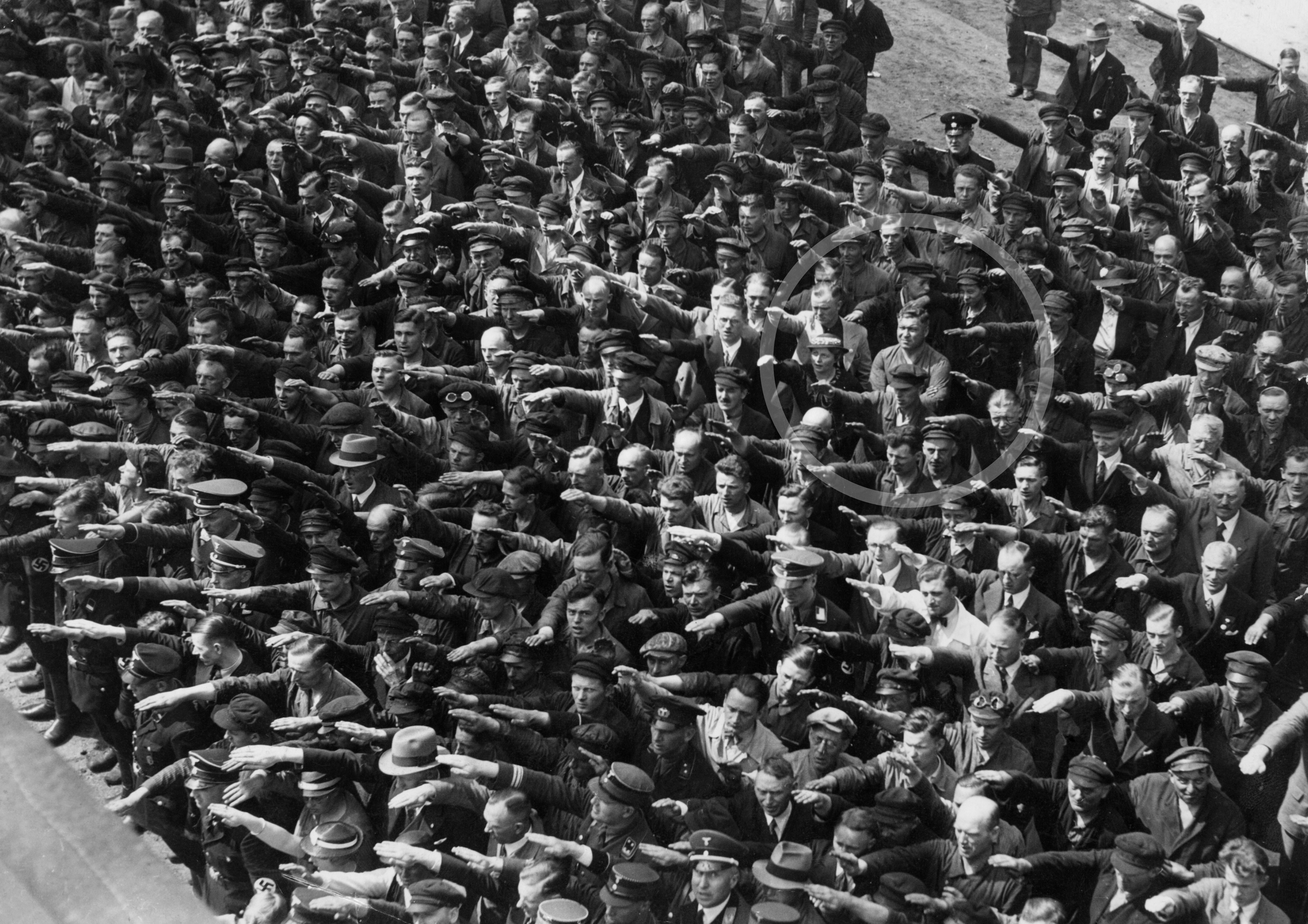
Người đàn ông một mình đứng khoanh tay trong khi hàng trăm người xung quanh đang thực hiện kiểu chào Quốc xã tại buổi hạ thủy con tàu Horst Wessel, 1936.

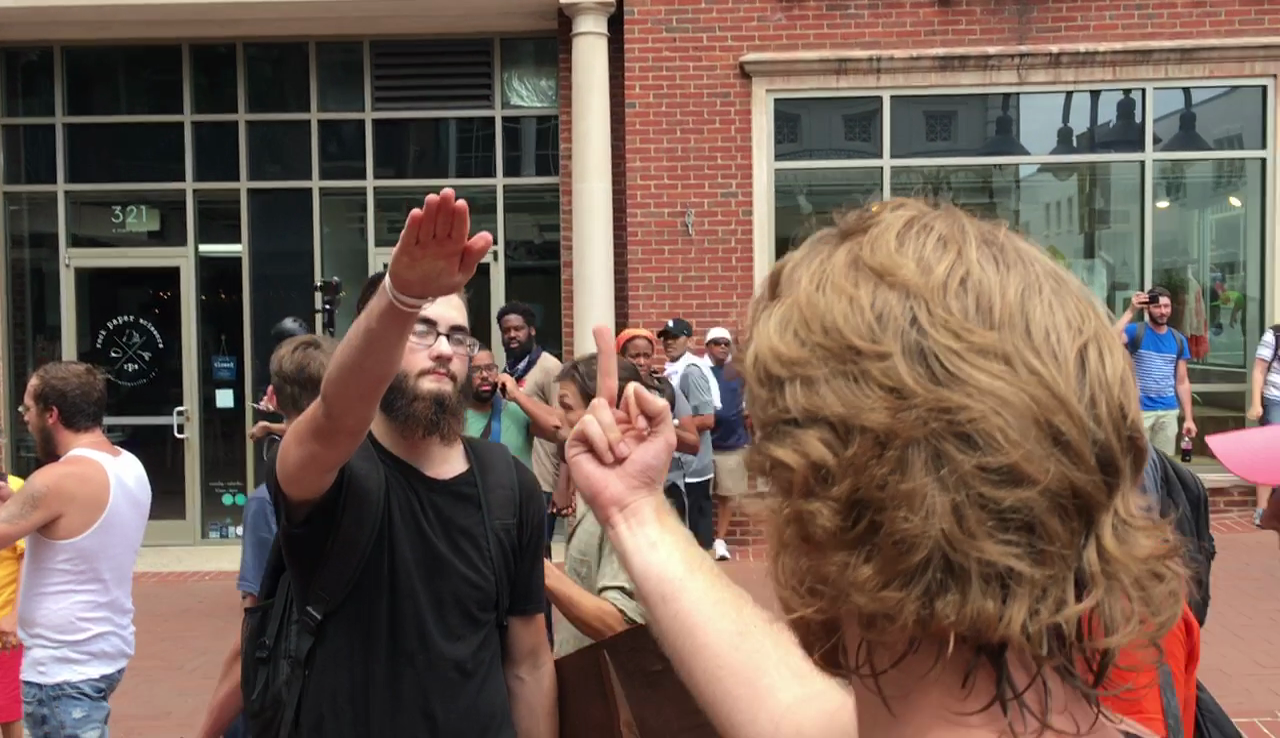
Một người cực hữu chào kiểu Quốc Xã tại một cuộc biểu tình ở Charlottesville năm 2017.